# Владимирские ворота
Влади́мирские воро́та Китай-города (Сретенские ворота, Никольские ворота) — несохранившееся сооружение в стенах Китай-города в Москве, открывавшее проход и проезд с Никольской улицы на старую Лубянскую площадь.
Сооружены в одно время с Китайгородской стеной в 1534—1538 гг., разобраны в 1934 году. В своё время ворота с башней и стенами представляли собой мощное оборонительное сооружение, позволяющее вести «тройной» бой: с нижней части, с парапета стен и с башни. Шатёр на башне был надстроен в XVII веке.
В 1691—1694 годах у Владимирских ворот была сооружена небольшая изящная церковь Владимирской Божией Матери в стиле московского барокко: восьмерик на четверике, увенчанный «гранной» главой. Храм был возведён по обету царицы Натальи Кирилловны из доходов Стрелецкого приказа. Каждый год 21 мая у церкви проводился крестный ход в память избавления Москвы от нашествия татар в 1521 году.
При пожаре 1812 года стены и башни были повреждены, при последующем восстановлении их делали максимально похожими на кремлёвские башни.
Позднее у Владимирских ворот велась букинистическая торговля старыми книгами, лубками, гравюрами, картинами.
В 1883 году у Владимирских ворот архитектор А. С. Каминский построил большую часовню великомученика Пантелеймона, позже снесённую большевиками вместе с воротами в 1934 году.

## Галерея

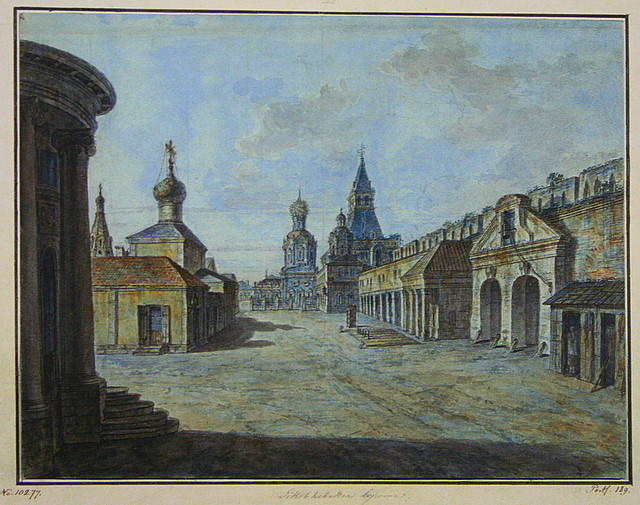
Алексеев Ф. Я. Новая площадь в XVIII в. Вид от Б. Черкасского пер.
Алексеев Ф. Я. Никольские проломные ворота в XVIII в. (вид от Ильинских ворот; виден ров, впоследствии засыпанный)
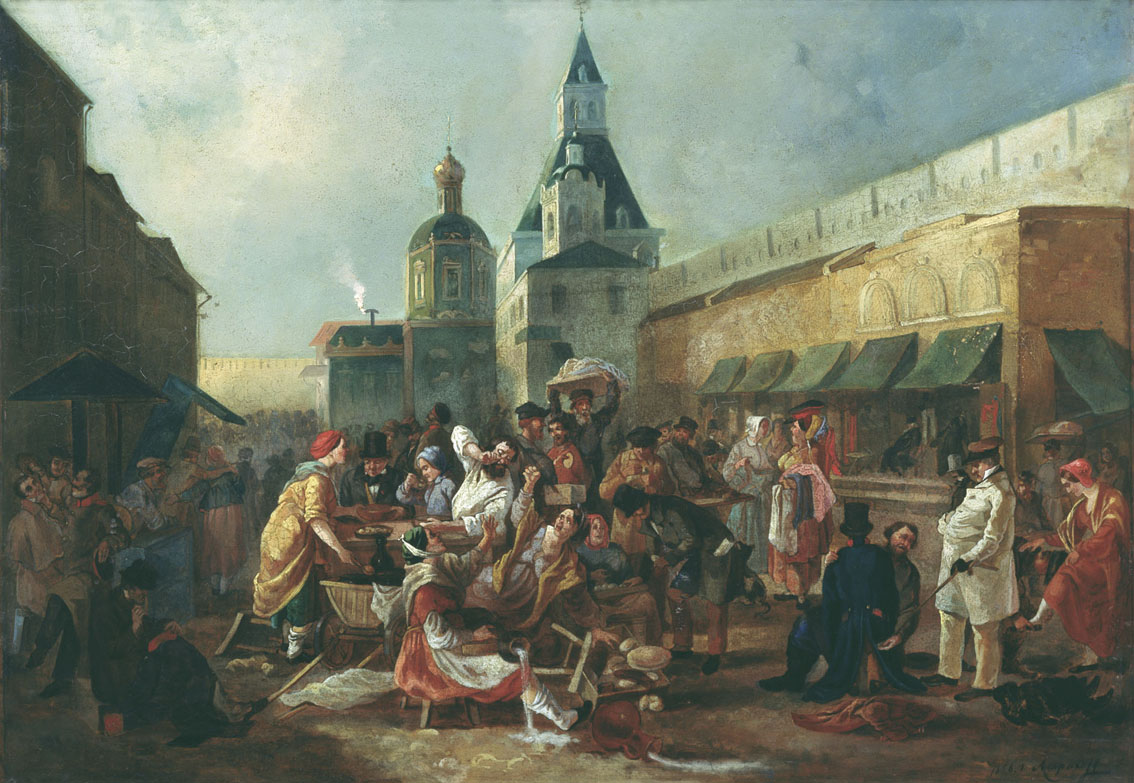
Астрахов В. Г. Обжорный ряд у Китайгородской стены, 1856
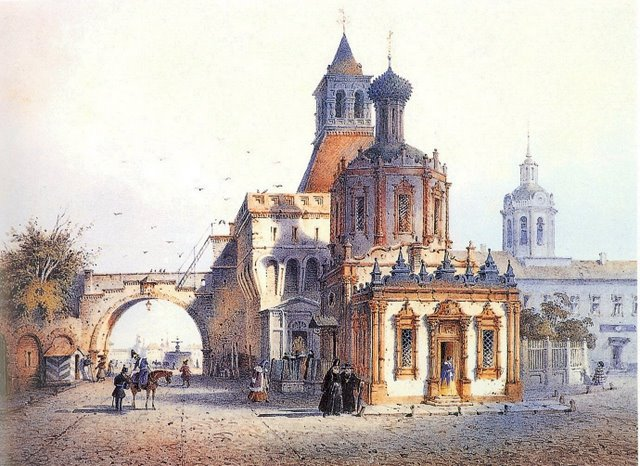
Ворота и церковь Владимирской Божией Матери, 1852
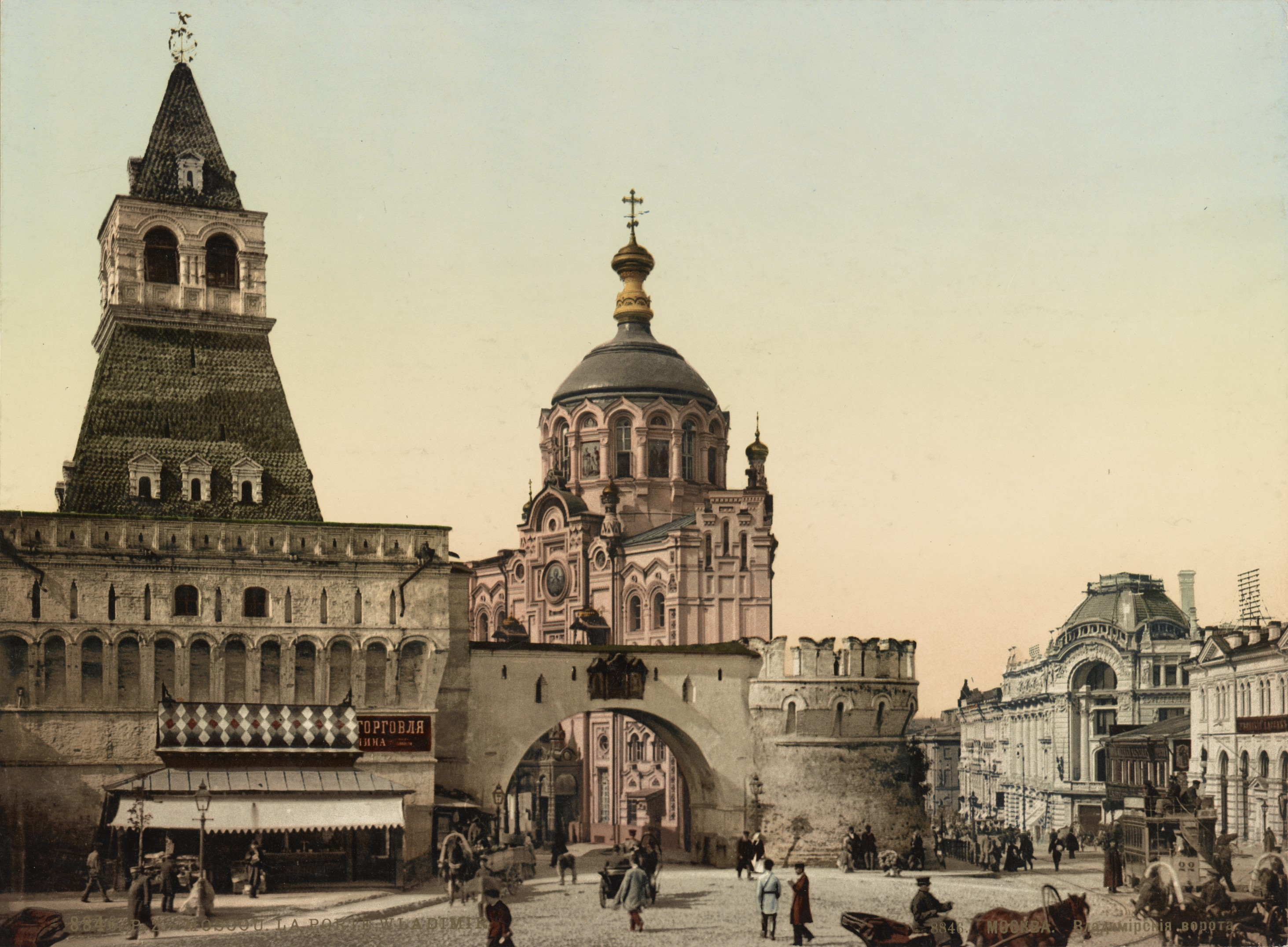
Павлов П. П. Владимирские ворота, 1896
Павлов И. Н. Старая площадь у Владимирских (Никольских) ворот, 1920-е
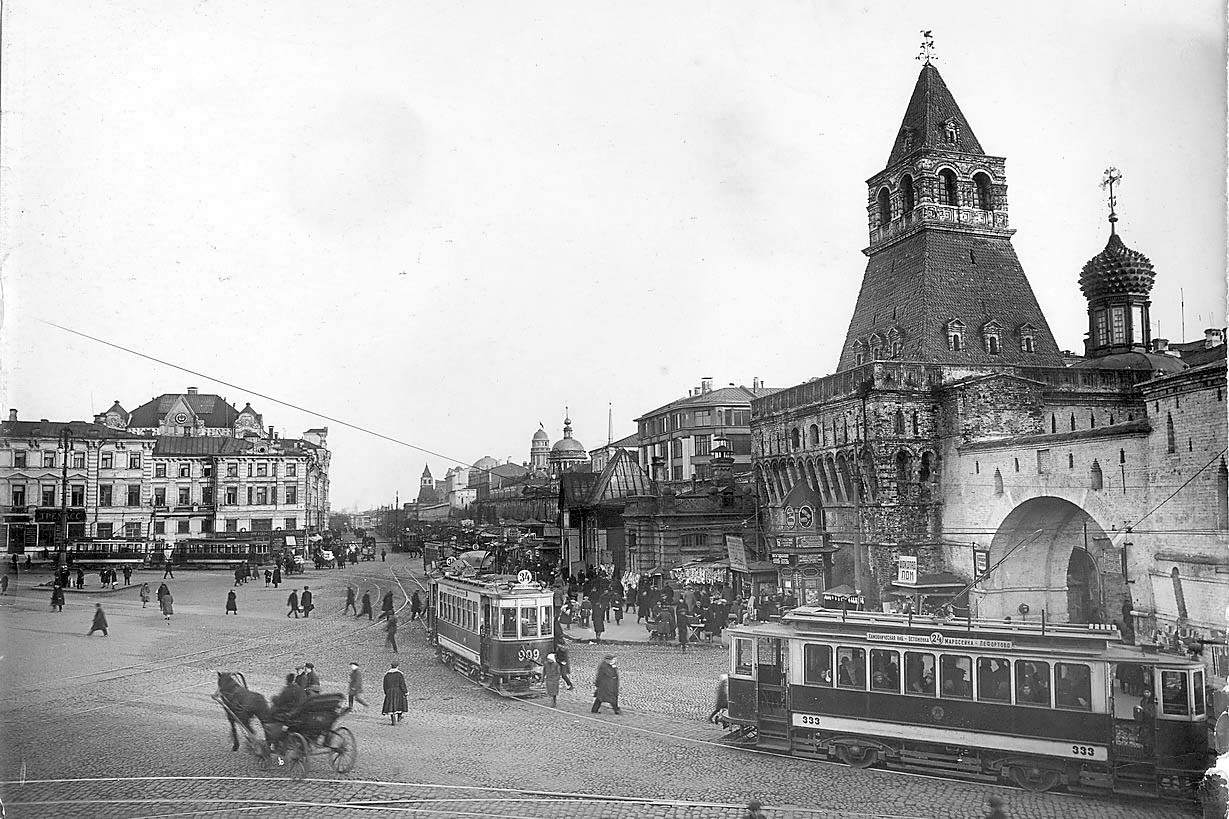
Владимирские ворота, 1933—1934 годы